# Cerbois
Cerbois ist eine französische Gemeinde mit 398 Einwohnern (Stand: 1. Januar 2022) im Département Cher in der Region Centre-Val de Loire; sie gehört zum Arrondissement Vierzon und zum Kanton Mehun-sur-Yèvre.

## Geografie
Cerbois liegt etwa 22 Kilometer westnordwestlich von Bourges und etwa elf Kilometer südsüdöstlich von Vierzon. Umgeben wird Cerbois von den Nachbargemeinden Brinay im Norden, Quincy im Osten und Nordosten, Preuilly im Südosten, Limeux im Süden, Lazenay im Westen und Südwesten sowie Lury-sur-Arnon im Westen und Nordwesten.

## Bevölkerungsentwicklung
| Jahr                       | 1962 | 1968 | 1975 | 1982 | 1990 | 1999 | 2006 | 2018 |
| -------------------------- | ---- | ---- | ---- | ---- | ---- | ---- | ---- | ---- |
| Einwohner                  | 314  | 296  | 264  | 253  | 313  | 359  | 419  | 426  |
| Quellen: Cassini und INSEE |      |      |      |      |      |      |      |      |

## Sehenswürdigkeiten
- Kirche Saint-Martin
- Schloss aus dem 15./16. Jahrhundert

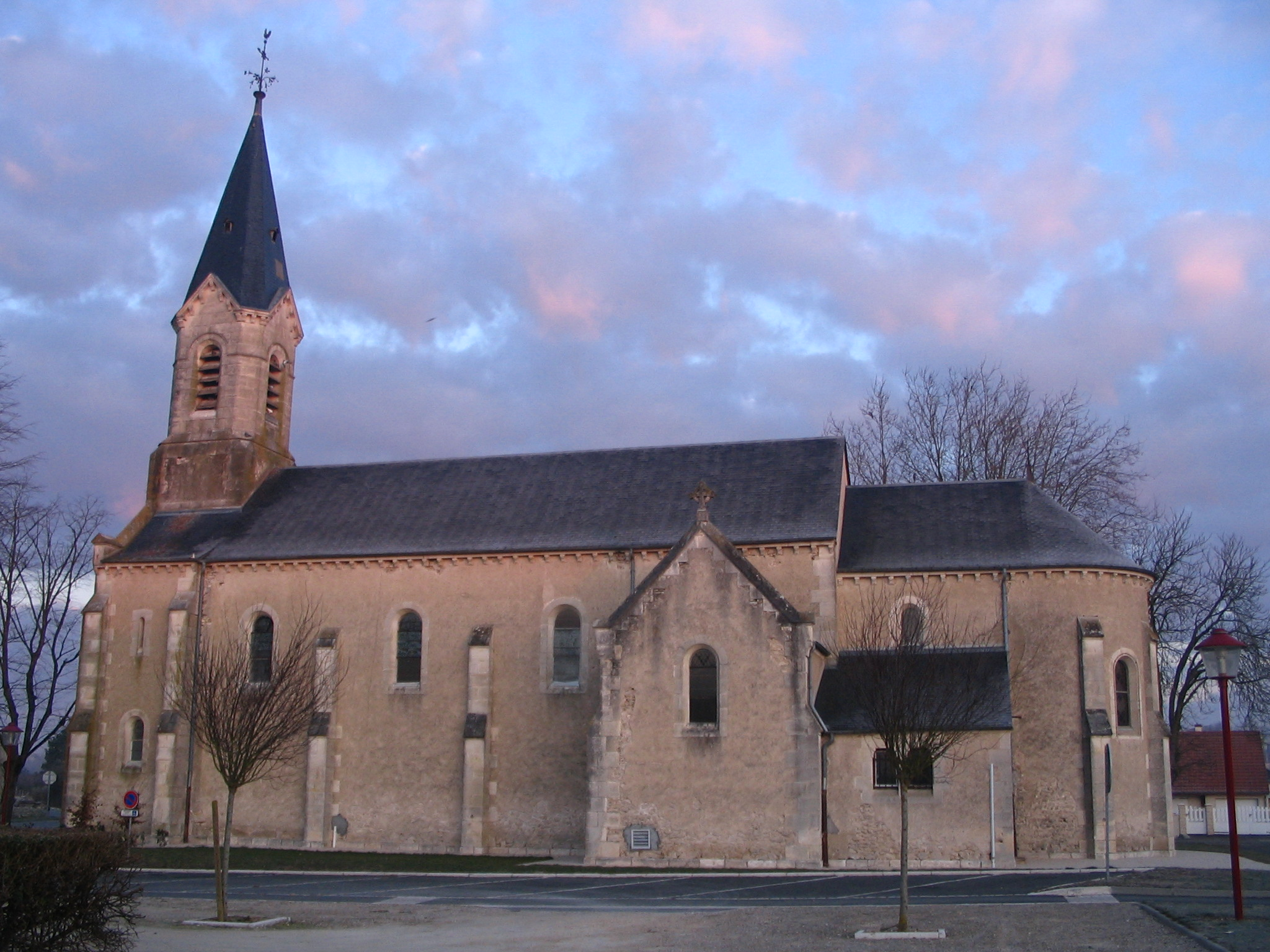
Kirche Saint-Martin
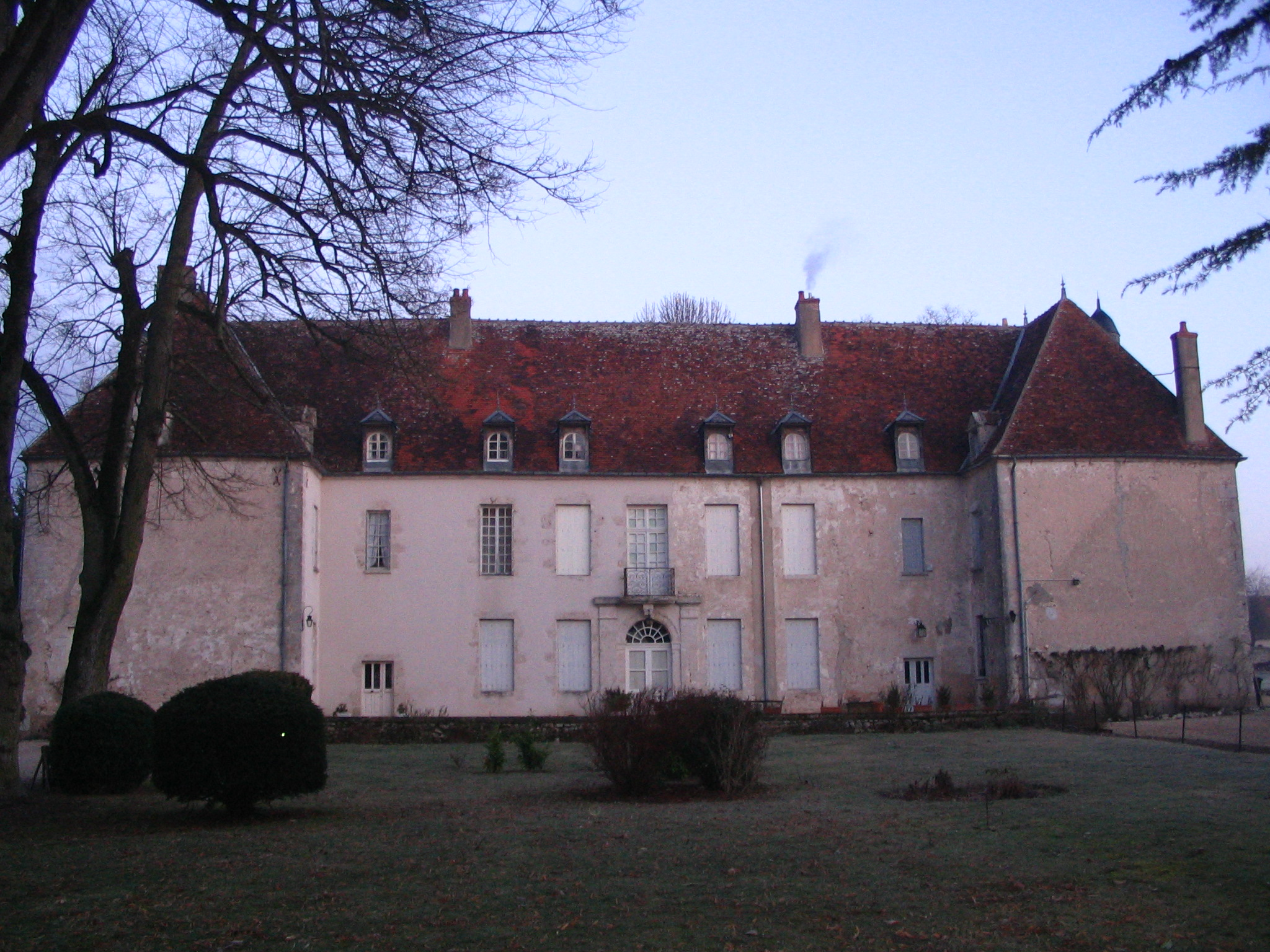
Schloss Cerbois